# Нервна булимия
Нервната булимия, известна накратко като булимия, е хранително разстройство, което се характеризира с поглъщане на големи количества храна за кратко време, последвано от желание за освобождаване от тази храна, независимо дали чрез повръщане, разхлабително, вземане на стимуланти или физически упражнения. Булимията е свързана с безпокойство относно теглото, което при такъв вид хранене нараства много бързо.
Заболяването е известно от древността под народното название вълчи глад.